# Амбарцумян, Виктор Амазаспович
Ви́ктор Амаза́спович Амбарцумя́н (арм. Վիկտոր Համազասպի Համբարձումյան, 5 [18] сентября 1908, Тифлис — 12 августа 1996, Бюракан) — армянский и советский астрофизик, астроном, один из основоположников теоретической астрофизики, основатель школы теоретической астрофизики СССР.
Академик Академии наук СССР (с 1953, член-корреспондент с 1939). Один из первых действительных членов (с 1943) и многолетний президент (в 1947–1993) Академии наук Армянской ССР, президент Международного астрономического союза (1961—1964).
Известен своими теориями о происхождении и эволюции звезд и звездных систем. Амбарцумян работал в области физики звёзд и туманностей, звёздной астрономии и динамики звёздных систем, космогонии звёзд и галактик, а также математики: имеет труды по обратным задачам спектрального анализа дифференциальных операторов. Он — основатель Бюраканской астрофизической обсерватории.
Дважды Герой Социалистического Труда (1968, 1978). Национальный Герой Армении (1994). Дважды лауреат Сталинской премии (1946, 1950). Лауреат Государственной премии Армянской ССР (1988). Лауреат Государственной премии Российской Федерации (1995). Лауреат Премии Жюля Жансена, а также других наград и званий

## Биография

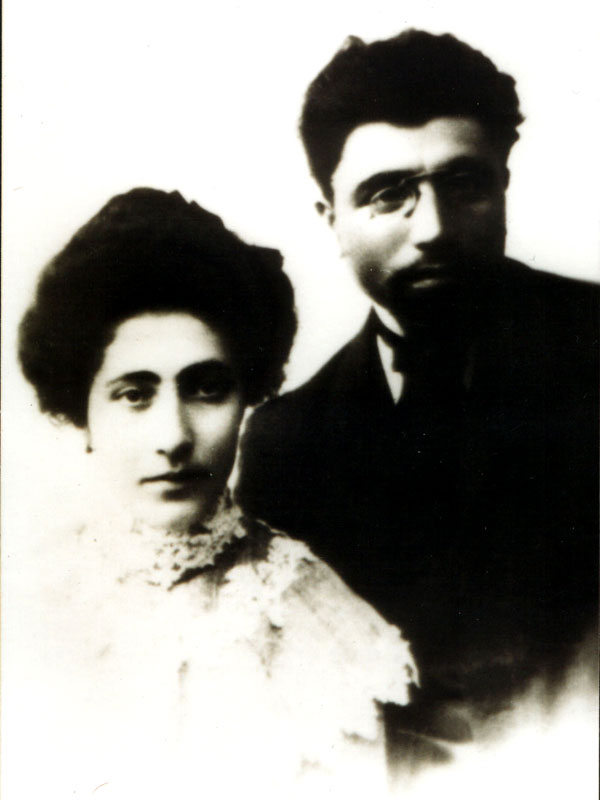
Родители Амбарцумяна

Виктор Амазаспович Амбарцумян родился в Тифлисе 5 (18) сентября 1908 год в армянской семье. Отец Амбарцумяна был филологом, но способствовал развитию способностей сына в области математики и физики. Сестра — Г. А. Амбарцумян.
По путёвке Тифлисского горкома комсомола в 1925 году Виктор поступил на физико-математический факультет Ленинградского педагогического института. В 1926 году, учась уже в Ленинградском университете, Амбарцумян опубликовал первую научную работу, посвященную солнечным факелам.
В годы учёбы входил в число корреспондентов-наблюдателей Русского общества любителей мироведения, не являясь формально его членом.
По окончании университета в 1928 году он поступил в аспирантуру при Пулковской обсерватории, где работал под руководством А. А. Белопольского с 1928 по 1931 год.
В 1930 году женился на Вере Фёдоровне Клочихиной, родом из деревни Усолье Соликамского уезда Пермской губернии, приёмной дочери астрономов Григория Абрамовича и Пелагеи Фёдоровны Шайн, которой приходилась племянницей.
После окончания аспирантуры работал в Ленинградском университете, где в 1934 году основал и возглавил первую в СССР кафедру астрофизики, которой заведовал до 1948 года (его преемником в этой должности стал его ученик В. В. Соболев). В 1935 году без защиты диссертации В. А. Амбарцумяну была присуждена учёная степень доктора физико-математических наук. В 1939—1941 годах — директор обсерватории Ленинградского университета. С 1940 года член КПСС. В 1941 году, будучи проректором Ленинградского университета, возглавлял исследовательский филиал университета в городе Елабуга, куда были эвакуированы научные лаборатории университета.
В 1939 году Амбарцумян был избран членом-корреспондентом Академии наук СССР, а в 1953 году — академиком Академии наук СССР.

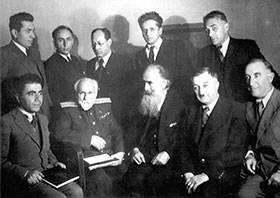
Первые члены АН Армянской ССР. В. Амбарцумян сидит, крайний слева

В 1943 году была создана Академия наук Армянской ССР. Амбарцумян был избран действительным членом и назначен её вице-президентом, а президентом стал И. А. Орбели. В 1947 году Амбарцумян был избран президентом АН Армянской ССР, после чего избирался президентом на все сроки до 1993 года. С 1993 года он стал почётным президентом Национальной академии наук Республики Армения.

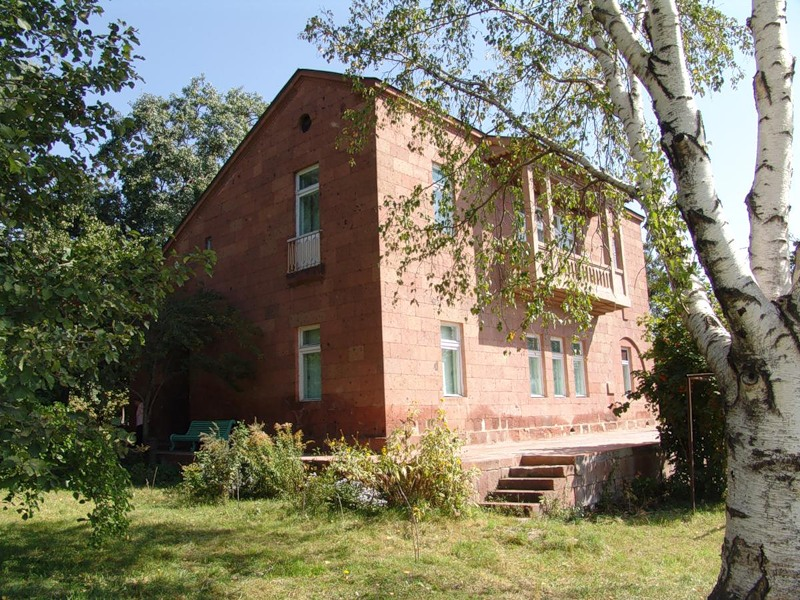
Дом-музей Виктора Амбарцумяна в Бюракане

В 1946 году Амбарцумян основал Бюраканскую астрофизическую обсерваторию, стал её первым директором и продолжал руководство обсерваторией до 1988 года.
Амбарцумян был президентом Международного астрономического союза с 1961 по 1964 годы. Дважды был избран президентом Международного Совета научных союзов (1966—1972).
Виктор Амазаспович Амбарцумян скончался 12 августа 1996 года в Бюракане, похоронен там же недалеко от башни большого телескопа.

## Направления научной деятельности

### Физика звёздных оболочек и газовых туманностей
В 1932 году в журнале «Monthly Notices» Британского королевского астрономического общества была опубликована работа Амбарцумяна «О лучистом равновесии газовых туманностей», признанная краеугольным камнем современной теории газовых туманностей. С этой работы началась целая серия работ Амбарцумяна, посвящённых физике газовых туманностей. В одной из этих работ (совместно с Н. А. Козыревым) удалось впервые оценить массы газовых оболочек, выброшенных новыми звёздами. Методы, разработанные в этой работе, применимы при исследовании газовых оболочек, окружающих нестационарные звёзды, а полученные оценки масс этих оболочек имеют важное значение для выяснения проблем эволюции звёзд, так как дали возможность обнаружения первых признаков изменения состояний звёзд. Амбарцумян заложил основы лучистого равновесия звёздных оболочек и газовых туманностей и объяснил многие особенности их спектров.

### Динамика и статистическая механика звёздных систем
В 1936 году Амбарцумян решает изящную математическую задачу определения распределения пространственных скоростей звёзд с помощью распределения их радиальных скоростей, поставленную знаменитым английским учёным Артуром Эддингтоном. Статья, содержащая это решение, была напечатана в «Monthly Notices» по представлению самого Эддингтона.
Эта же математическая задача была независимо решена позже для целей медицинской компьютерной диагностики. За это решение и создание на его основе соответствующей аппаратуры Г. Н. Хаунсфилду (Англия) и А. М. Кормаку (США) была присуждена Нобелевская премия 1979 года по физиологии и медицине «За разработку компьютерной томографии».
Крупным вкладом в астрономию явились исследования по статистике и динамике звёздных систем, которые привели к созданию основ статистической механики звёздных систем. В 1995 году за цикл работ по динамике звездных систем Амбарцумян был награждён Государственной премией Российской Федерации.
К 1935—1937 годам относится полемика Амбарцумяна с известным английским учёным Джеймсом Джинсом о возрасте нашей звёздной системы — Галактики. Амбарцумян показал, что возраст Галактики на три порядка величины (в тысячу раз) меньше принятой в то время в науке оценки Джинса.

### Природа межзвёздной материи и теория флуктуаций
Большая серия работ Амбарцумяна посвящается изучению межзвёздной среды в Галактике. В этих работах было выдвинуто и обосновано новое представление о том, что явление поглощения света в Галактике обусловлено наличием в межзвёздном пространстве многочисленных пылевых туманностей — поглощающих облаков. На основе этого представления о клочковатой структуре межзвёздной поглощающей среды была разработана теория флуктуаций, которая заложила основу нового направления в астрономии.

### Теория рассеяния света в мутных средах
В годы Великой Отечественной войны Амбарцумян создал новую теорию рассеяния света в мутной среде, основанную на предложенном им принципе инвариантности. На основе математического принципа инвариантности Амбарцумян получил решение ряда нелинейных задач рассеяния света. Принцип инвариантности ныне широко применяется и в других разделах математической физики. В 1946 году за создание теории рассеяния света в мутной среде Амбарцумяну была присуждена Сталинская премия.

### Звёздные ассоциациииэволюция звёзд
Теоретический анализ и обобщение наблюдательного материала о звёздах и звёздных системах нашей Галактики ознаменовались открытием звёздных систем нового типа, расширяющихся систем с положительной энергией, получивших название «звёздных ассоциаций». Амбарцумян доказал молодость звёздных ассоциаций, что послужило основой решения целого ряда принципиальных проблем звёздной космологии. Было доказано, что в Галактике процессы звездообразования продолжаются и сейчас и имеют групповой характер. В 1950 году за открытие и изучение нового типа звездных систем Амбарцумяну была присуждена Сталинская премия.

### Физика молодых звёзд и источники звёздной энергии

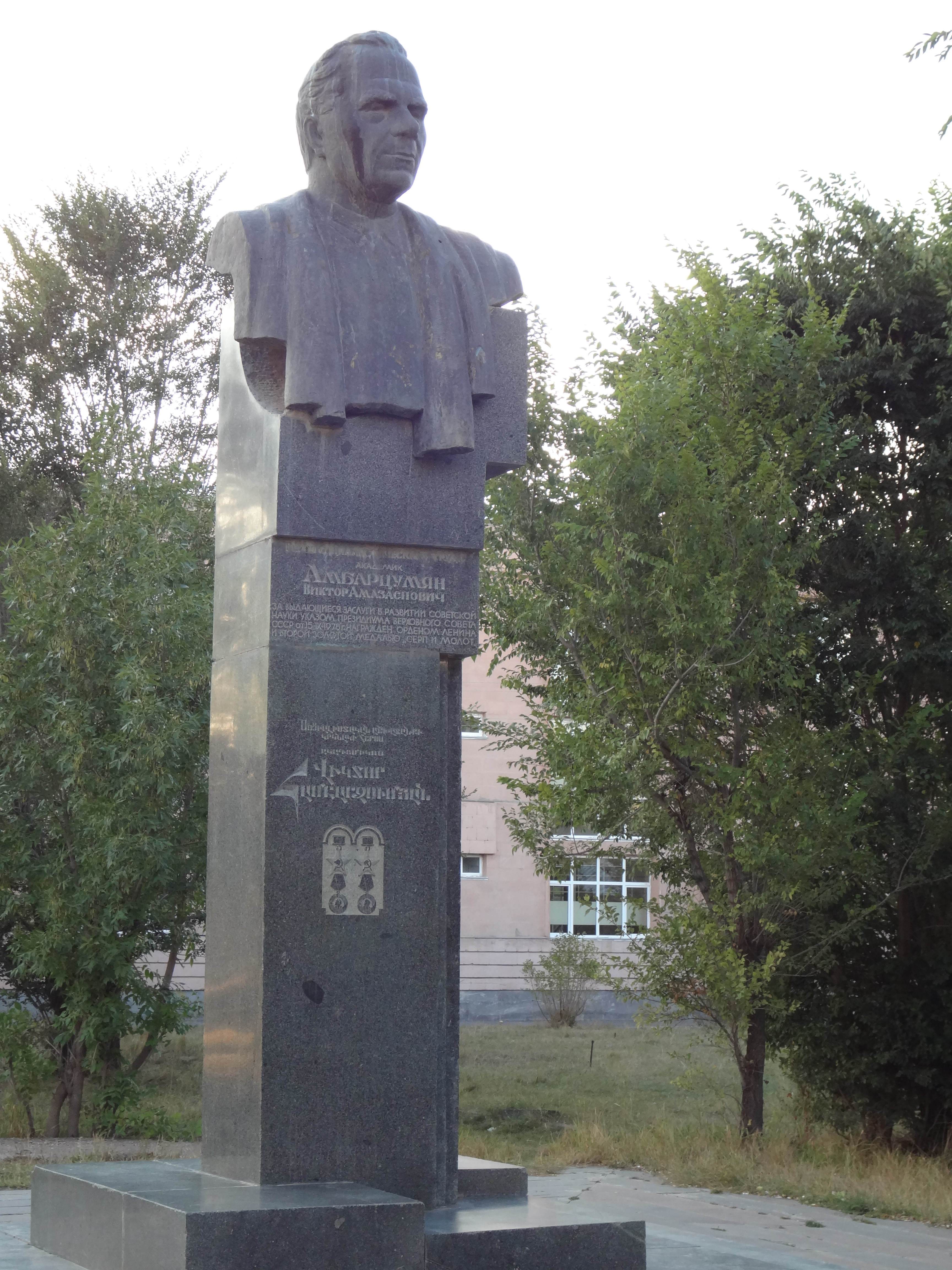
Бюст В. А. Амбарцумяна в Варденисе

Особый интерес представляют результаты исследования необычного излучения, так называемой непрерывной эмиссии, наблюдаемой в спектрах молодых звёзд типа Тау Тельца и примыкающих к ним нестационарных звёзд. Эти исследования привели к важным заключениям относительно природы источников звёздной энергии. На основе изучения звёздных ассоциаций Амбарцумян разработал новую гипотезу о дозвёздной материи, имеющую принципиальное значение. В отличие от классической гипотезы, согласно которой звёзды формируются в результате конденсации (сгущения) диффузной материи, новая гипотеза исходила из представления о существовании массивных тел — протозвёзд неизвестной природы, в результате распада которых формируются звёзды в ассоциациях.

### Внегалактическая астрономия
Большая серия исследований Амбарцумяна посвящена вопросам эволюции галактик — огромных звёздных систем типа нашей Галактики. В частности, следует отметить новое представление об активности ядер (центральных сгущений) галактик, которые играют решающую роль в возникновении и эволюции галактик и их систем. Благодаря этим исследованиям проблема изучения нестационарных явлений грандиозных масштабов, наблюдаемых в галактиках, стала центральной проблемой внегалактической астрономии. К этой серии примыкают и важные исследования Амбарцумяна и его учеников по открытию и изучению голубых выбросов из ядер гигантских галактик, систем галактик нового типа, так называемых компактных галактик и др.
В 1955 году Амбарцумян объяснил мощное радиоизлучение галактик, обнаруженное В.Бааде и Р.Минковским в 1952 году, грандиозными взрывами вещества, происходящими в ядрах галактик, руководствуясь аналогией. В частности, Амбарцумян рассуждал по аналогии с взрывами ядер звёзд, объясняющими возникновение сверхновых звёзд. В одной из своих статей Амбарцумян подчёркивает, что явление взрыва ядер звёзд представляло собой не просто исходную посылку, а уже готовую основу для формулировки аналогичного явления — взрыва ядер галактик: «По аналогии мы подошли и к решению
вопроса об эволюции галактик. Иными словами, если в звездном мире расширение и рассеяние материи оказались основной тенденцией, то аналогичные процессы могли быть
характерными и для галактик. Оказалось, что во внегалактической астрономии как будто все было специально подготовлено для применения таких понятий, как расширение, рассеяние и взрыв».

### Математика
Виктор Амбарцумян впервые обратил внимание на обратные задачи спектрального анализа дифференциальных операторов и на их важность для приложений. Ему же принадлежит следующий первый результат в этих задачах: если для непрерывной функции {\displaystyle \varphi (x)} краевая задача {\displaystyle y''+\varphi (x)y+\lambda y=0,} {\displaystyle 0\leqslant x\leqslant \pi ,} {\displaystyle y'(0)=y'(\pi )=0} имеет спектр {\displaystyle \lambda _{n}=n^{2},} {\displaystyle n=1,2,3,\dots ,} то {\displaystyle \varphi (x)=0}.

## Научное признание
Субраманьян Чандрасекар в статье, посвящённой 80-летию Амбарцумяна, писал:

«Среди астрономов этого столетия своей непреклонностью и преданностью астрономии лишь профессор Ян Оорт может сравниться с академиком Амбарцумяном, хотя во всем остальном они отличаются друг от друга. Сравнение и сопоставление этих двух великих ученых будет почетной темой для историков науки двадцать первого века. В мире академика Амбарцумяна астрономия и астрофизика условно не разделяются на теоретическую и наблюдательную части. Он настоящий астроном».

Цитата из статьи нобелевского лауреата А. М. Кормака «Вычисляемая томография: история и современное развитие»:

«… проблема Радона в трёхмерном пространстве скоростей… Амбарцумян дал её решение для двух и трёх измерений в той же форме, что и Радон. Более того, он взял группы звёзд трёх спектральных типов, по 400—500 звёзд в каждой группе, и использовал свои теоретические результаты для получения распределения скоростей из распределения радиальных скоростей…. Это было первое численное обращение преобразования Радона, которое опровергает распространённое представление, что вычислительная томография будто бы невозможна без компьютеров. Детали этого вычисления приводятся в статье Амбарцумяна, и они наводят на мысль, что даже в 1936 году вычислительная томография была бы в состоянии оказать содействие, скажем, диагностике опухолей мозга… Кажется очень возможным, что численные методы Амбарцумяна могли бы оказать большую помощь медицине, если бы они были применены в 1936 году.»

## Педагогическая деятельность

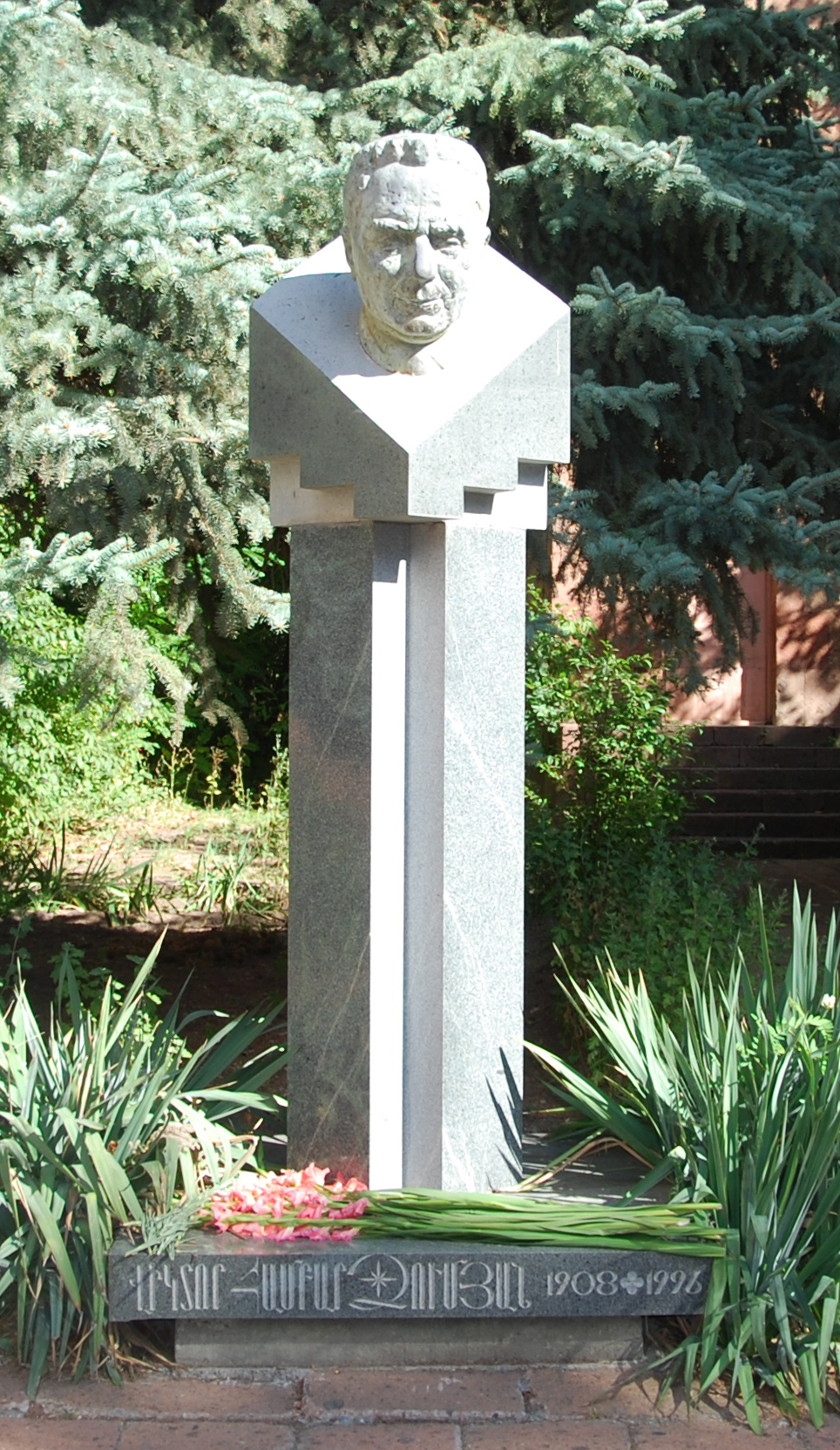
Бюст В. А. Амбарцумяна в Бюракане

Научную работу Амбарцумян сочетал с активной педагогической деятельностью. Он — автор первого в СССР учебника «Теоретическая астрофизика» (1939) и соавтор курса «Теоретическая астрофизика» (1952), переведенного на многие языки. С 1931 года читал лекции в Ленинградском университете. В 1934 году основал в Ленинградском университете первую в СССР кафедру астрофизики, которую возглавлял до 1947 года. В 1939—1941 годах был директором обсерватории Ленинградского университета и одновременно проректором Ленинградского университета по научной части. В 1941—1943 годах был заведующим филиалом этого университета в Елабуге. В 1944 году основал кафедру астрофизики в Ереванском университете. В. А. Амбарцумян создал научные школы в Ленинграде и Бюракане, которые повлияли на развитие многих разделов астрономии. В. А. Амбарцумян — популяризатор науки, автор целого ряда книг и статей по различным проблемам астрофизики.

## Научно-организационная деятельность

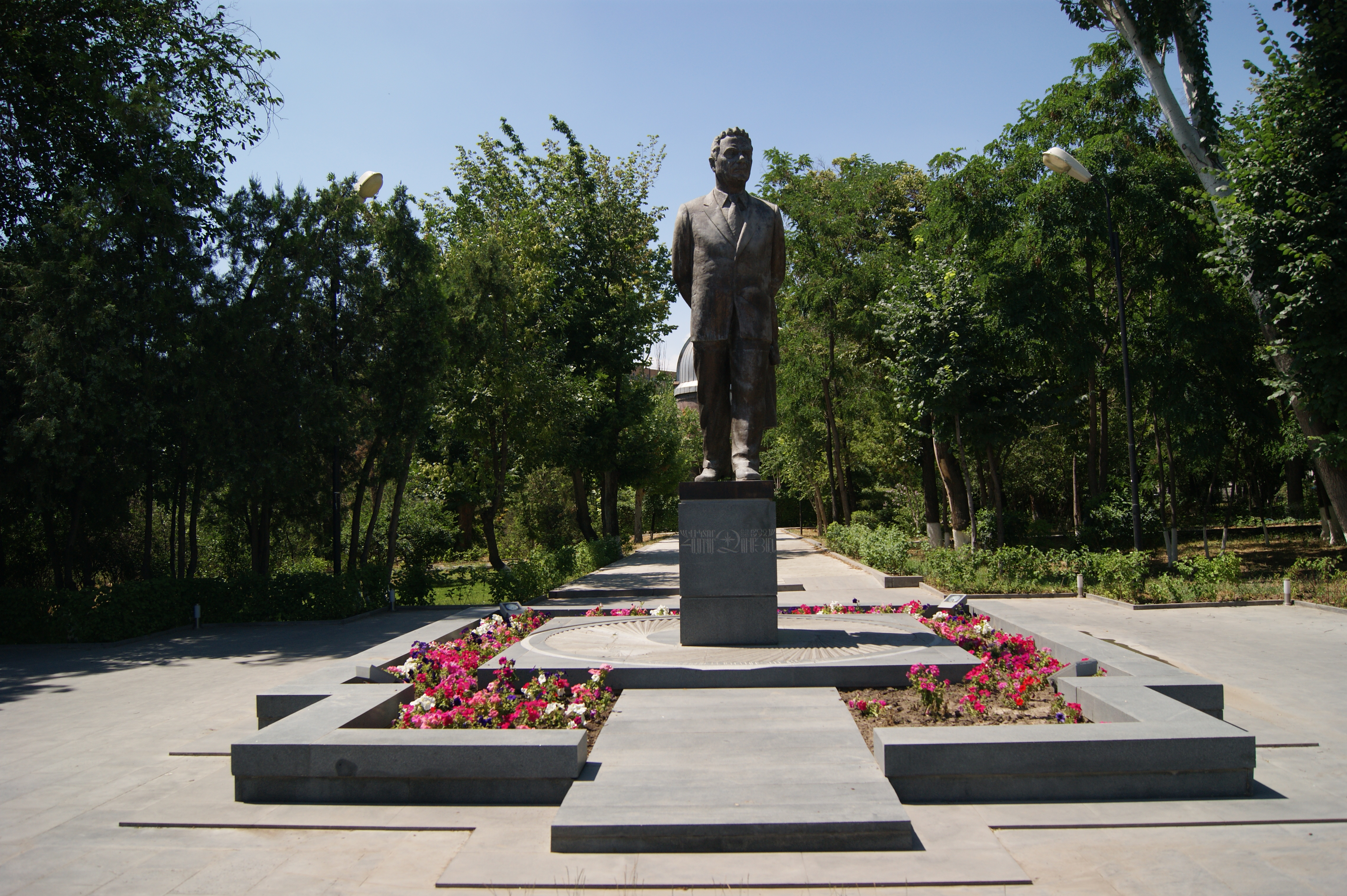
Памятник В. А. Амбарцумяну в Ереване

Амбарцумян был видным организатором науки в Армении, России и на международном уровне. Он был основателем и директором Бюраканской обсерватории, вице-президентом и президентом Академии наук Армянской ССР, членом президиума Академии наук СССР, вице-президентом (1948—1956) и президентом (1961—1963) Международного астрономического союза, а затем дважды был избран президентом Международного совета научных союзов (1966—1972). Являлся председателем правления общества «Знание» Армении.
В 1967 году при Амбарцумяне как президенте АН Армянской ССР была создана Главная редакция Армянской энциклопедии (ныне — издательство «Армянская энциклопедия»), занимавшаяся изданием Армянской советской энциклопедии. Амбарцумян являлся главным редактором 1-го тома и главой редакционной коллегии дальнейших томов.

## Общественно-политическая деятельность
В 1940 году Амбарцумян был принят в ряды Коммунистической Партии Советского Союза (КПСС). В 1947 году Амбарцумян был избран депутатом Верховного Совета Армянской ССР. Депутат Совета Союза Верховного Совета СССР 3—11 созывов (1950—1989) от Армянской ССР. В Верховный Совет 9 созыва избран от Кироваканского избирательного округа № 754; член Комиссии по иностранным делам Совета Союза. Народный депутат СССР (1989—1990). Амбарцумян был делегатом XIX, XXII—XXV съездов КПСС, в 1989 году был избран делегатом Съезда Народных депутатов СССР. С 1948 по 1989 год Амбарцумян — член Центрального Комитета Коммунистической партии Армении.

## Семья
- Жена Вера Фёдоровна Амбарцумян (Клочихина) (1913-1995), приёмная дочь Григорий Абрамович Шайн.
- Дети: Карине (1933), Елена (1936), Рафаэл (1940), Рубен (1941)

## Награды и звания

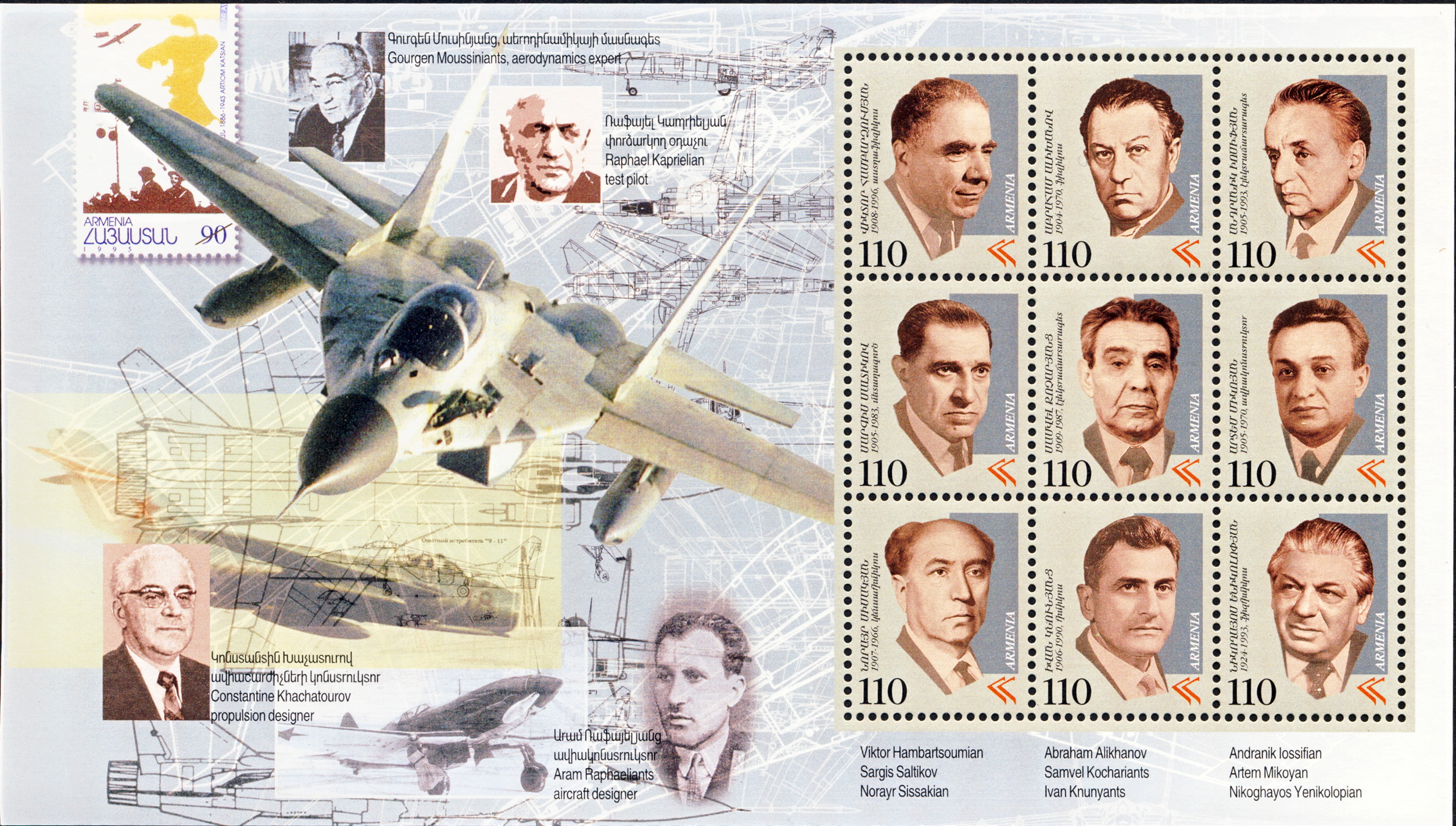
Амбарцумян, Алиханов, Иосифян, Салтиков, Кочарянц, Микоян, Сисакян, Кнунянц, Ениколопян

- Дважды Герой Социалистического Труда (17.09.1968, 15.09.1978)
- Национальный Герой Армении (11.10.1994)
- Сталинская премия второй степени (1946) — за создание новой теории рассеяния света в мутных средах, изложенной в работах: «Новый способ расчёта рассеяния света в мутной среде», «О рассеянии света атмосферами планет», «К вопросу о диффузном отражении света мутной средой» (1942—1944)[26]
- Сталинская премия первой степени (1950) — за открытие и изучение нового типа звёздных систем («звёздных ассоциаций»), изложенные в серии статей, опубликованных в журналах: «Сообщения Бюраканской обсерватории», «Доклады Академии наук Армянской ССР» и «Астрономический журнал» (1949)
- Государственная премия Российской Федерации (1995)[27] — за цикл работ «Построение динамики звёздных систем»
- Государственная премия Армянской ССР (1988)
- Пять орденов Ленина (10.06.1945, 17.09.1958, 17.09.1968, 17.09.1975, 15.09.1978)
- Орден Октябрьской Революции (16.09.1983)
- Два ордена Трудового Красного Знамени (21.02.1944, 19.09.1953)
- Орден Почёта (23.12.1988)
- Медаль «За трудовую доблесть» (26.09.1960)
- Орден «Кирилл и Мефодий» 1 степени (НРБ, 1969)
- Орден Знамени (ВНР, 1975)
- Командор Ордена Заслуг перед Республикой Польша (ПНР, 1973)
- Премия Жюля Жансена Французского астрономического общества (1956)
- Медаль Кэтрин Брюс Тихоокеанского астрономического общества[28] (1960)
- Медаль Котениуса Германской академии естествоиспытателей «Леопольдина» (1974)
- Заслуженный деятель науки Армянской ССР (25.01.1941)[29]
- Заслуженный деятель науки Грузинской ССР (1968)
- Золотая медаль имени С. И. Вавилова (1970)
- Золотая медаль Словацкой академии наук (1970)
- Большая золотая медаль имени М. В. Ломоносова Академии наук СССР (1971)
- Медаль Гельмгольца Германской академии наук в Берлине (1971)
- Почётный гражданин Еревана (1983)
- Почётный гражданин Гюмри (1964)

## Членство в научных организациях

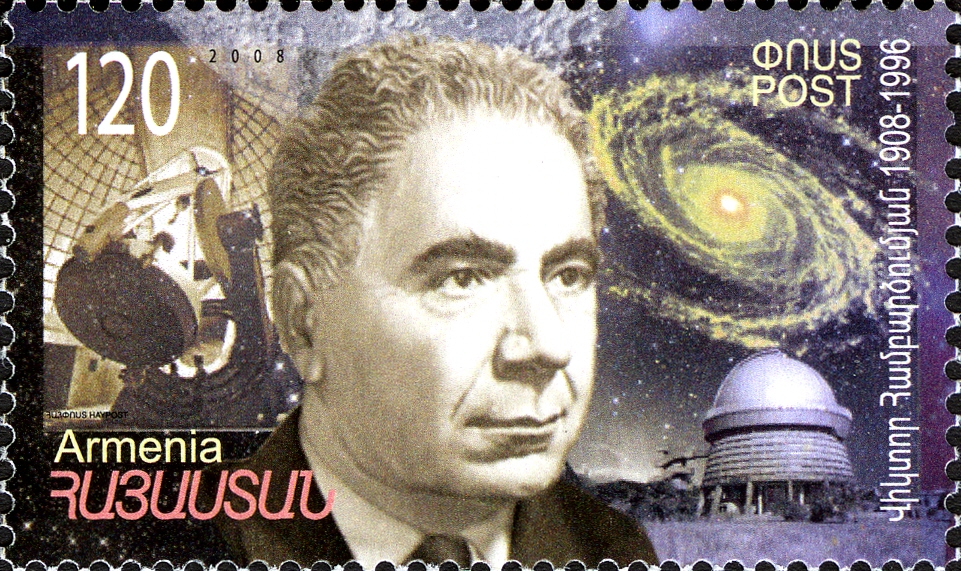
Почтовая марка Армении

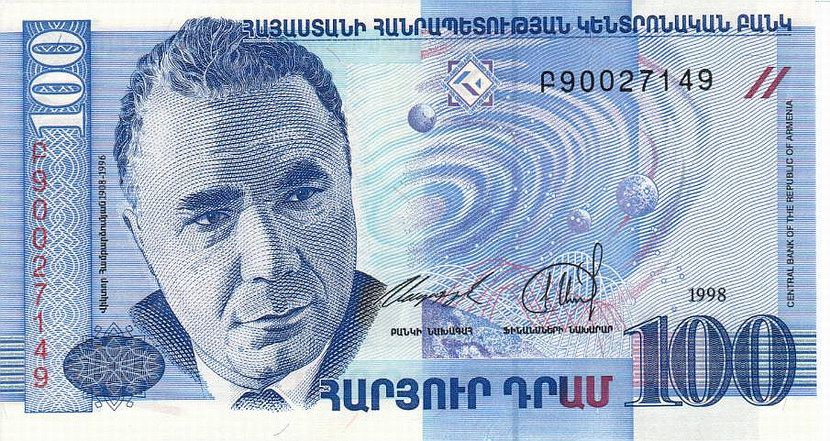
Амбарцумян на банкноте Армении

Амбарцумян был членом следующих научных организаций:
- Академия наук Австрии,
- Академия наук Азербайджана,
- Афинская академия (1983)[30],
- Академия наук Бельгии,
- Академия наук Болгарии (1974),
- Академия наук ГДР,
- Академия наук Грузии,
- Академия наук Дании,
- Академия наук Италии,
- Лондонское королевское общество,
- Академия наук Нидерландов,
- Национальная академия наук США (1959)[31],
- Академия наук Франции[32],
- Академия наук Швеции,
- Американская академия наук и искусств[33],
- Индийская национальная академия наук (INSA; 1977).
- Нью-Йоркская академия наук,
- Немецкая академия естествоиспытателей «Леопольдина»,
- Британское королевское астрономическое общество,
- Королевское канадское астрономическое общество,
- Американское астрономическое общество,
- Кембриджское философское общество,
- Льежский университет (почётный доктор),
- Австралийский национальный университет,
- Ла-Платский университет,
- Парижский университет,
- Пражский университет,
- Торуньский университет имени Н. Коперника.

## Память
- Именем Амбарцумяна названа малая планета (1905 Ambartsumyan), открытая Т. М. Смирновой 14 мая 1972 года в Крымской астрофизической обсерватории.
- Именем Амбарцумяна названа Бюраканская астрофизическая обсерватория.
- В его честь названа гора Амбарцумяна в горах Принс-Чарльз в Антарктиде, нанесённая на карту САЭ в 1971—1972 годах (координаты: 71°01′ ю. ш. 66°47′ в. д.HGЯO)[34].

### Международная премия им. В. А. Амбарцумяна
Указом президента Армении Сержа Саргсяна учреждена международная научная премия имени астрофизика Виктора Амбарцумяна. Премия присуждается за выдающуюся научную работу в астрофизике, а также в примыкающих к ней сферах физики и математики, независимо от гражданской принадлежности ученого. Премия присуждается один раз в два года; первым годом присуждения премии стал 2010 год. Размер премии — 500 тысяч $.